# Raúl Guzmán
Raúl Guzmán Marchina (Guadalajara, Jalisco, México; 26 de febrero de 1999) es un piloto de automovilismo mexicano. En 2022 compitió en el Campeonato Italiano de GT con Imperiale Racing.

## Carrera

### Inicios
Guzmán comenzó su carrera en el Karting en 2011, a los 11 años, donde lograría ganar el título de SuperKarts USA en 2014.

### Monoplazas
En 2015, Guzmán debutaría en el Campeonato de Italia de Fórmula 4, ocupando el decimoséptimo lugar en su temporada de debut y el tercero al año siguiente después de una batalla por el título entre él, Mick Schumacher y el eventual campeón Marcos Siebert.
Para 2017, Guzmán cambió a los campeonatos de Fórmula Renault 2.0 con R-ace GP. Tuvo resultados de tres puntos, incluida la posición final más alta en el quinto lugar en Silverstone. Mientras en la clasificación, terminó decimoséptimo, detrás de sus compañeros de equipo Will Palmer, Robert Shwartzman y Max Defourny.

## Resumen de carrera
| Temporada | Categoría                                   | Equipo                   | Carreras | Victorias | Poles | VR | Podios | Puntos | Pos. |
| --------- | ------------------------------------------- | ------------------------ | -------- | --------- | ----- | -- | ------ | ------ | ---- |
| 2015      | Campeonato de Italia de Fórmula 4           | Malta Formula Racing     | 21       | 0         | 0     | 0  | 1      | 30     | 17.º |
| 2016      | Campeonato de Italia de Fórmula 4           | DR Formula               | 22       | 2         | 2     | 1  | 7      | 202    | 3.º  |
| 2017      | Eurocopa de Fórmula Renault                 | R-ace GP                 | 23       | 0         | 0     | 0  | 0      | 13     | 17.º |
| 2017      | Copa de Europa del Norte de Fórmula Renault | R-ace GP                 | 3        | 0         | 0     | 0  | 0      | 0      | NC†  |
| 2018      | Eurocopa de Fórmula Renault                 | Fortec Motorsport        | 20       | 0         | 0     | 0  | 0      | 4      | 21.º |
| 2018      | Copa de Europa del Norte de Fórmula Renault | Fortec Motorsport        | 8        | 0         | 0     | 0  | 0      | 0      | NC†  |
| 2018      | Eurofórmula Open                            | Fortec Motorsport        | 2        | 0         | 0     | 0  | 0      | 0      | 20.º |
| 2018      | Pro Mazda Championship                      | RP Motorsport            | 4        | 0         | 0     | 0  | 1      | 51     | 17.º |
| 2019      | Campeonato de Fórmula Regional Europea      | DR Formula RP Motorsport | 24       | 0         | 0     | 0  | 2      | 180    | 6.º  |
| 2020      | Lamborghini Super Trofeo Europe             | Target Racing            | 9        | 1         | 0     | 0  | 4      | 70     | 6.º  |
| 2021      | Lamborghini Super Trofeo Europe             | Target Racing            | 2        | 1         | 0     | 0  | 2      | ?      | ?    |
| 2022      | Campeonato Italiano de GT - GT3             | Imperiale Racing         | 2        | 0         | 0     | 0  | 1      | ?      | ?    |
| Fuente:   |                                             |                          |          |           |       |    |        |        |      |

## Resultados

### Pro Mazda Championship
(Clave) (negrita indica pole position) (cursiva indica vuelta rápida puntuable)

| Año  | Equipo        | 1   | 2   | 3   | 4   | 5   | 6   | 7   | 8    | 9     | 10   | 11    | 12  | 13  | 14  | 15  | 16  | Pos. | Puntos |
| ---- | ------------- | --- | --- | --- | --- | --- | --- | --- | ---- | ----- | ---- | ----- | --- | --- | --- | --- | --- | ---- | ------ |
| 2018 | RP Motorsport | STP | STP | BAR | BAR | IMS | IMS | LOR | RDA7 | RDA14 | TOR3 | TOR13 | MOH | MOH | GMP | POR | POR | 17.º | 51     |

### Campeonato de Fórmula Regional Europea
(Clave) (negrita indica pole position) (cursiva indica vuelta rápida puntuable)

| Año  | Escudería                | 1   | 1   | 1   | 2   | 2   | 2   | 3   | 3   | 3   | 4   | 4   | 4   | 5   | 5   | 5   | 5   | 6   | 6   | 6   | 7   | 7   | 7   | 8   | 8   | 8   | Pos. | Puntos |
| ---- | ------------------------ | --- | --- | --- | --- | --- | --- | --- | --- | --- | --- | --- | --- | --- | --- | --- | --- | --- | --- | --- | --- | --- | --- | --- | --- | --- | ---- | ------ |
| 2019 | DR Formula RP Motorsport | LEC | LEC | LEC | VLL | VLL | VLL | BUD | BUD | BUD | SPI | SPI | SPI | IMO | IMO | IMO | IMO | BAR | BAR | BAR | MUG | MUG | MUG | MNZ | MNZ | MNZ | 6.º  | 180    |
| 2019 | DR Formula RP Motorsport | 5   | 4   | 8   | 6   | 9   | C   | 8   | 7   | 5   | 5   | Ret | 4   | 5   | 4   | 7   | 12  | 4   | 7   | 6   | 10  | 12  | 8   | 3   | 2   | 5   | 6.º  | 180    |